# 塔爾米奇 (內布拉斯加州)
塔爾米奇（英語：Talmage）是位於美國內布拉斯加州奧托縣的村。

## 人口
根據2020年美國人口普查的數據，塔爾米奇的面積為0.42平方千米，皆為陸地。當地共有人口198人，而人口密度為每平方千米471人。